# Galadriel Stineman
Galadriel Stineman (Cincinnati, ...) è un'attrice statunitense.

## Biografia
Galadriel Stineman è nata a Cincinnati e il suo nome è un omaggio al personaggio di Galadriel ne Il Signore degli Anelli, che sua madre ha letto durante la gravidanza. Ha completato la formazione scolastica alla Newport Central Catholic High School, a Newport, Kentucky, nel 2002. Durante gli anni della scuola è stata una cheerleader, danzatrice e cavallerizza; pur avendo partecipato al club di teatro, non ha mai ricevuto un ruolo da protagonista in nessuna rappresentazione a livello scolastico. È cresciuta nel nord del Kentucky, dove il padre era un giocatore e un insegnante di tennis, e sua madre un'infermiera. Ha poi frequentato la Northern Kentucky University, dove si è laureata con lode nel 2007 presso la Facoltà di scienze informatiche.
Stineman si è poi trasferita a Los Angeles ed ha fatto il suo debutto in Fame - Saranno famosi (2009) come ballerina. La sua svolta è arrivata quando ha interpretato Gwen Tennyson in Ben 10: Alien Swarm (2009), un film d'azione di fantascienza di Alex Winter basato sulla serie animata di Cartoon Network Ben 10: Alien Force. In seguito ha interpretato Audra nel thriller Junkyard Dog (2010) e Cassidy nella serie TV The Middle. Ha anche prestato la voce per il personaggio di Ashley in Until Dawn (2015), un videogioco survival horror sviluppato da Supermassive Games e pubblicato da Sony Computer Entertainment per PlayStation 4.

## Vita privata
Nel 2010 ha sposato il collega Kevin Joy, dal quale ha avuto due figli, Atticus e Sawyer. L'intera famiglia ha recitato insieme in Dove batte il cuore nel 2020.

## Filmografia

### Cinema
- Fame - Saranno famosi, regia di Kevin Tancharoen (2009)
- Junkyard Dog, regia di Kim Bass (2010)
- Walking the Halls, regia di Doug Campbell (2012)
- Plan C, regia di Joey Boukadakis – cortometraggio (2013)
- Knock Knock, regia di Jeff Betancourt – cortometraggio (2014)
- Man Up, regia di Justin Chon (2015)
- The Party is Over, regia di Vahe Gabuchian (2015)
- Blowing Up Right Now, regia di Tom Morris (2019)
- The Teleios Act, regia di Evan Matthews – cortometraggio (2019)
- Hot Take: The Depp/Heard Trial, regia di Sara Lohman (2022)
- Murder, Anyone?, regia di James Cullen Bressack (2022)
- Night Train, regia di Shane Stanley (2023)

### Televisione
- Ben 10: Alien Swarm, regia di Alex Winter – film TV (2009)
- True Blood – serie TV, episodi 4x09-4x10 (2011)
- Betrayed at 17, regia di Doug Campbell – film TV (2011)
- The Middle – serie TV, 14 episodi (2011-2017)
- Community – serie TV, episodio 3x20 (2012)
- Operazione cupcake (Operation Cupcake), regia di Bradford May – film TV (2012)
- The 4 to 9ers, regia di James Widdoes – film TV (2012)
- Buona fortuna Charlie (Good Luck Charlie) – serie TV, episodio 3x14 (2012)
- Bones – serie TV, episodio 8x05 (2012)
- Shameless – serie TV, episodio 3x04 (2013)
- CollegeHumor Originals – serie TV, un episodio (2013)
- Austin & Ally – serie TV, episodio 2x23 (2013)
- Glee – serie TV, episodio 5x16 (2014)
- TMI Hollywood – serie TV, episodi 3x10-5x05 (2013-2014)
- Major Crimes – serie TV, episodio 4x04 (2015)
- Rizzoli & Isles – serie TV, episodio 6x09 (2015)
- NCIS: Los Angeles – serie TV, episodio 7x13 (2016)
- Cambiare per amore (A Moving Romance), regia di W.D. Hogan – film TV (2017)
- Law & Order True Crime – serie TV, episodi 1x05-1x06-1x07 (2017)
- L'amore in fuga (Runaway Romance), regia di Brian Herzlinger – film TV (2018)
- L'inganno del dipinto (The Art of Murder), regia di Alex Merkin – film TV (2018)
- 9-1-1 – serie TV, episodio 2x14 (2019)
- The Kids Are Alright – serie TV, episodio 1x16-1x23 (2019)
- This Is Us – serie TV, episodio 4x06 (2019)
- Dove batte il cuore (From the Heart), regia di Sandra L. Martin – fim TV (2020)
- NCIS - Unità anticrimine (NCIS) – serie TV, episodio 19x14 (2022)
- Un mondo nuovo (Plus One at an Amish Wedding), regia di Richard L. Ramsey – film TV (2022)

### Videogiochi
- Until Dawn (2015)

## Doppiatrici italiane
Nelle versioni in italiano dei suoi film, Galadriel Stineman è stata doppiata da:
- Barbara Pitotti in Ben 10: Alien Swarm
- Veronica Puccio in Operazione cupcake
- Erica Necci in The Middle
- Ilaria Latini in Major Crimes
- Benedetta Degli Innocenti in Cambiare per amore
- Lavinia Paladino in L'amore in fuga
- Daniela Abbruzzese in NCIS - Unità anticrimine

Da doppiatrice è stata sostituita da:
- Alice Bongiorni in Until Dawn